# Sonja Henie
Sonja Henie, norveška umetnostna drsalka, * 8. april 1912, † 12. oktober 1969.
Osvojila je tri zlate olimpijske medalje, 10 svetovnih prvenstve v umetnostnem drsanju in 6 evropskih prvenstev v umetnostnem drsanju; vse v individualni kategoriji.
Henie je tako osvojila več najvišjih evropskih, svetovnih in olimpijskih naslovov kot katera druga umetnostna drsalka.